# Vir Cotto
Vir Cotto es un personaje ficticio de la serie de ciencia ficción Babylon 5 interpretado por Stephen Furst. 

## Personalidad
Vir Cotto es un personaje de la raza centauri, radicalmente distinto a la mayoría de los centauri que suelen ser egoístas, ambiciosos y traicioneros. Vir es por el contrario humilde, bondadoso y amable, siempre trata de ayudar a los otros y llega a representar una cierta inocencia y ternura inusual en la cruel alta sociedad centauri. 

## Biografía
Vir nació en el seno de una familia de la nobleza centauri, aunque la Casa Cotto es una familia con poco poder e influencia política comparada con los Cartagia, los Mollari, los Refa y otras grandes casas nobles. Vir aparentemente era una vergüenza para su familia y estos lograron que lo asignaran en un puesto lejano e invisible; como asistente del embajador de la República Centauri en Babylon 5. Es allí donde conoce a Londo Mollari con quien entabla una gran amistad. 
Londo, aunque a menudo se burla del espíritu bonachón y compasivo de Vir, en el fondo lo quiere como a un hijo y lo rescata de cualquier peligro. Para evitar su involucramiento en la Guerra de las Sombras, Londo logra que asignen a Vir como embajador de la República Centauri en Minbar –el puesto estaba vacante cuando el anterior embajador pareció fascinarse demasiado por la cultura minbari- cuando en realidad era una excusa para que el actor Stephen Furst participará en un compromiso que tenía en otra serie de televisión. 
Cuando los centauri invadieron Narn, Vir creó a un centauri ficticio llamado Abrahmo Lincolni –en alusión a Abraham Lincoln- para que esclavos narn fueran transportados a una colonia agrícola donde podían escapar del cautiverio. Vir también ayudó a Londo en su conspiración para derrocar al emperador demente Cartagia –a quien él mismo mata por accidente-. 
Vir se mantendría al lado de Londo toda la vida, incluso cuando éste se convirtió en emperador, aunque Londo nombró a Vir como embajador centauri en Babylon 5, manteniéndolo lejos de Centauri Prime. Londo (que no tuvo hijos biológicos) también nombró a Vir su sucesor, y efectivamente Vir se convertiría en emperador centauri tras la muerte de Londo. 
En la trilogía de novelas “La caída de Centauri Prime” se relata como Vir lidera una resistencia contra le dominio de los Drakh en Centauri Prime, y como gracias a su movimiento se rebela sin lugar a dudas la presencia Drakh en Centauri en el año 2278 tras la muerte de Londo, y con ayuda de la Alianza Interestelar, Vir comienza a purgar la República Centauri de los Drakh. 
En el último capítulo de la serie, el emperador Vir asiste a la cena de despedida de John Sheridan, y brinda en recuerdo de Londo. También está presente, cuando Babylon 5 es destruido. Vir será recordado como un muy querido y popular emperador (aunque muy mujeriego). Según el tecnomago Galen, Vir será sucedido por Dius Vintari, el hijo de Cartagia.

## Cargos
- Asistente del embajador de la República Centauri en Babylon 5.
- Embajador de la República Centauri en la Federación Minbari.
- Embajador de la República Centauri en Babylon 5.
- Emperador